# 波蘭戰役的德軍戰鬥序列

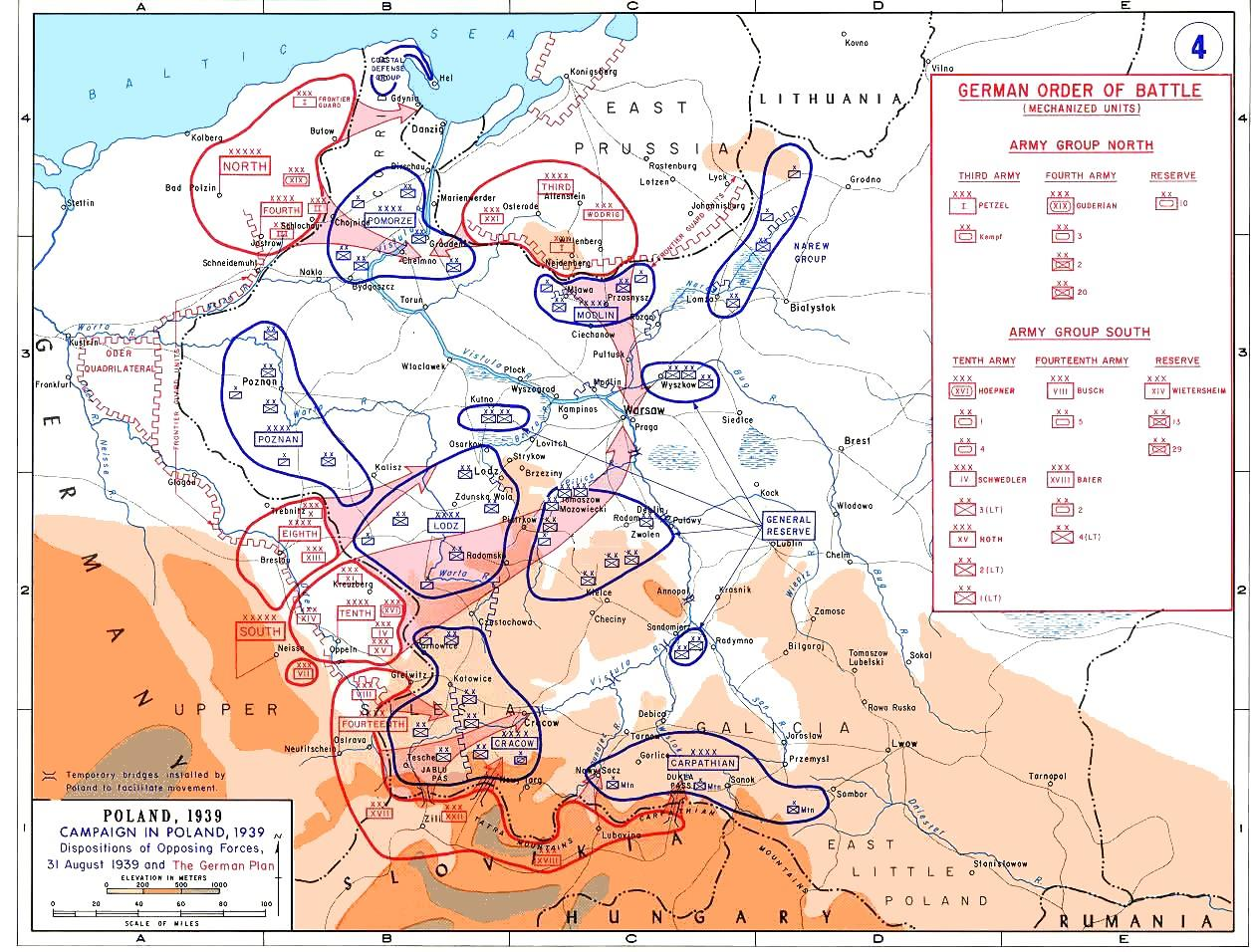
德国在1939年8月31日的军队部署以及战争计划

本条目罗列了在1939年德波战争中德军的战斗序列。
参与德波战争的德军分为两个集团军群：南方集团军群（包括第8、10、14集团军和贝尔诺拉克集团军（斯洛伐克））和北方集团军群（包括第3、4集团军）。C集团军群部署在德国西部边境以预防法军的袭击。下文所述战斗序列为1939年9月1日德军战斗序列。

## 最高统帅部
- 陆军总司令：瓦尔特·冯·布劳希奇
- 陆军总参谋长：弗朗茨·哈尔德
- 空军总司令：赫尔曼·戈林
- 空军总参谋长：汉斯·耶顺内克
- 海军总司令：埃里希·雷德尔
- 海军总参谋长：奥托·施尼温德

## 北方集团军群
指挥官：费多尔·冯·博克
- 第3集团军 指挥官：格奥尔格·冯·屈希勒
  - 第1军 指挥官：瓦尔特·佩策尔
    - 肯夫装甲师
    - 第11步兵师
    - 第61步兵师

  - 第21军 指挥官：尼古拉斯·冯·法尔肯霍斯特
    - 第21步兵师
    - 第228步兵师

  - 沃德里格军[a] 指挥官：阿尔伯特·沃德里格
    - 第1步兵师
    - 第12步兵师

  - 布兰德军 指挥官：奥尔布里希特·布兰德
  - 预备队：第217步兵师、第206步兵师
- 第4集团军 指挥官：君特·冯·克鲁格
  - 第2军 指挥官：阿道夫·施特劳斯
    - 第3步兵师
    - 第32步兵师

  - 第3军 指挥官：库尔特·哈塞
    - 内兹旅
    - 第50步兵师

  - 第19摩托化军 指挥官：海因茨·古德里安
    - 第3装甲师
    - 第2摩托化步兵师
    - 第20摩托化步兵师

  - 预备队：第23步兵师、第218步兵师
- 第1边境防护队
- 第2边境防护队
- 第12边境防护队
- 第4别动队
- 集团军群预备队：第10装甲师、第73步兵师、第208步兵师

## 南方集团军群
指挥官：格尔德·冯·伦德施泰特
- 第8集团军 指挥官：约翰内斯·布拉斯科维茨
  - 第10军 指挥官：威廉·乌雷克斯
    - 第24步兵师

  - 第13军 指挥官：马克西米连·冯·魏克斯
    - 第10步兵师
    - 第17步兵师
    - 第13边境防护队
    - 第14边境防护队

  - 第3别动队
  - 预备队：第30步兵师
- 第10集团军 指挥官：瓦尔特·冯·赖歇瑙
  - 第4军 指挥官：维克多·冯·施韦德勒
    - 第4步兵师
    - 第46步兵师

  - 第11军 指挥官：埃米尔·里布
    - 第18步兵师
    - 第19步兵师

  - 第14摩托化军 指挥官：古斯塔夫·安东·冯·维特斯海姆
    - 第13摩托化步兵师
    - 第29摩托化步兵师

  - 第15摩托化军 指挥官：赫尔曼·霍特
    - 第2轻装甲师
    - 第3轻装甲师

  - 第16摩托化军 指挥官：埃里希·赫普纳
    - 第1装甲师
    - 第4装甲师
    - 第14步兵师
    - 第31步兵师

  - 预备队：第1轻装甲师
- 第14集团军 指挥官：威廉·利斯特
  - 第8军 指挥官：恩斯特·布施
    - 第5装甲师
    - 第8步兵师
    - 第28步兵师
    - 第239步兵师

  - 第17军 指挥官：维尔纳·基尼茨
    - 第7步兵师
    - 第44步兵师
    - 第45步兵师

  - 第18军 指挥官：欧根·拜尔
    - 第2装甲师
    - 第4轻装甲师
    - 第3山地师

  - 第22摩托化军 指挥官：埃瓦尔德·冯·克莱斯特
    - 第1山地师
    - 第2山地师

  - 第2别动队
  - 预备队：第239步兵师
- 贝尔诺拉克集团军 指挥官：费迪南德·恰特洛什
  - 第1步兵师
  - 第2步兵师
  - “斯洛伐克”快速师
- 集团军群预备队
  - 第7军 指挥官：欧根·里特·冯·舒伯特
    - 第27步兵师
    - 第68步兵师

  - 第62步兵师
  - 第213步兵师
  - 第221步兵师
  - 第252步兵师

## 注
1. ↑  后更名为第26军

1. ↑  Niehorster, Leo. . WWII Orders of Battle and Organizations. August 24, 2015  [December 16, 2019]. （原始内容存档于2021-10-27）.
2. ↑  Army, Department of.  (PDF). April 1956  [December 16, 2019]. （原始内容存档 (PDF)于2017-05-02）.
3. ↑  Ankerstjerne, Christian. . Panzerworld. May 22, 2018  [December 16, 2019]. （原始内容存档于2021-12-02）.
4. ↑  Mulholland, John. . Axis History. April 7, 2012  [December 16, 2019]. （原始内容存档于2021-11-25）.
5. ↑  Altenburger, Andreas. . Lexicon der Wehrmacht. 2019  [December 20, 2019]. （原始内容存档于2007-08-06）.
6. ↑  Forczyk 2019，第360-368頁.
7. ↑  Williamson 2009，第224-225頁.